# Berufskultur
Berufskultur ist ein Begriff für die Sozialisationsprozesse, die mit der Ausübung eines Berufs oder der Tätigkeit in einem Berufsfeld verbunden sind. Dazu gehören typische Bewertungen, Kommunikationsformen und langfristige Persönlichkeitsprägungen. Bei der Ausübung eines Berufs erfolgen „berufsspezifische Sozialisationsprozesse, welche die Herausbildung von gruppen- bzw. berufsspezifischen Standardisierungen (bzgl. Bewerten, Handeln, Wahrnehmen usw.) bewirken. Diese haben Leit- bzw. Orientierungsfunktion für das berufliche Handeln und sind als fester Bestandteil von Berufsbildern anzusehen.“ Sie ist jedoch unterschiedlich stark ausgeprägt und kann erhebliche Binnendifferenzierungen aufweisen. Als Resultat einer solchen kollektiven Prägung kann sich ein berufsspezifischer bzw. professioneller Habitus entwickeln.